# Gelnica
Gelnica és una ciutat d'Eslovàquia. Es troba a la regió de Košice, és capital del districte de Gelnica.

## Història
La primera referència escrita de la vila data del 1246.

## Demografia
| Godina             | 1994 | 2004   | 2014   | 2024   |
| ------------------ | ---- | ------ | ------ | ------ |
| Nombre de persones | 6366 | 6213   | 6163   | 5775   |
| Diferència         |      | −2,40% | −0,80% | −6,29% |

| Godina             | 2023 | 2024   |
| ------------------ | ---- | ------ |
| Nombre de persones | 5807 | 5775   |
| Diferència         |      | −0,55% |

## Ciutats agermanades
- Gennep, Països Baixos
- Horní Suchá, República Txeca
- Le Pradet, França
- Rudnik nad Sanem, Polònia

1. 1 2  «Počet obyvateľov podľa pohlavia - obce (ročne) [om7101rr_obce=AREAS_SK]».   Statistical Office of the Slovak Republic, 31-03-2025. [Consulta: 31 març 2025].